# Cleverns
Cleverns is een dorp in de stadgemeente Jever in de Duitse deelstaat Nedersaksen. Het maakt deel uit van Landkreis Friesland. Cleverns ligt ruim 4 km ten zuidwesten van de stad Jever.
Het dorp is, blijkens ter plaatse gedane archeologische vondsten, wellicht reeds voor het jaar 500 ontstaan. Na talrijke stormvloeden heeft het korte tijd dicht bij de kust van de Jadeboezem gelegen. Het verloren land werd na de 16e eeuw door inpoldering teruggewonnen. 
In 1972 werd het dorp bij Jever gevoegd.
Het dorp leeft gedeeltelijk van de tuinbouw: er is een groot tuinderijbedrijf gevestigd van bovenregionaal belang. Verder wonen er in het dorp tamelijk veel woonforensen.

## Bezienswaardigheden
De dorpskerk, gewijd aan Petrus en het Heilig Kruis, dateert uit het einde van de twaalfde eeuw.

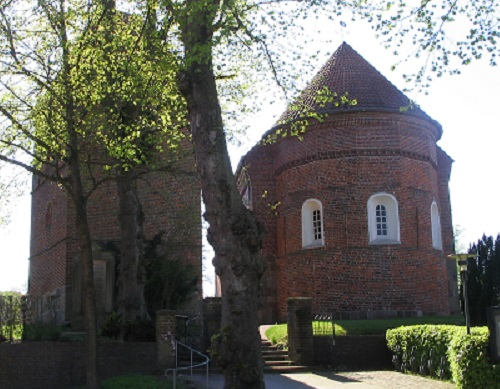
Kerkje van Cleverns
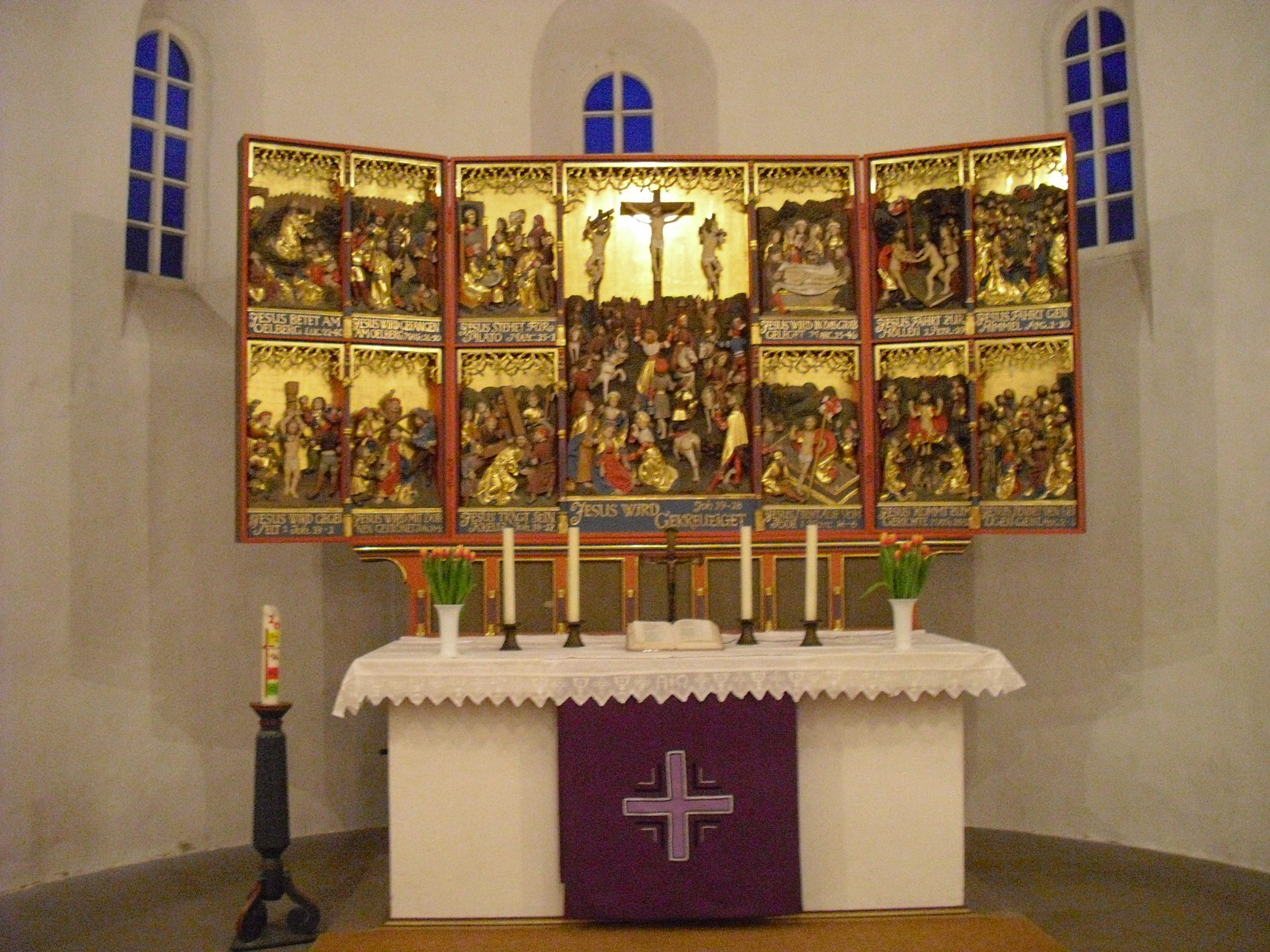
Altaar in deze kerk
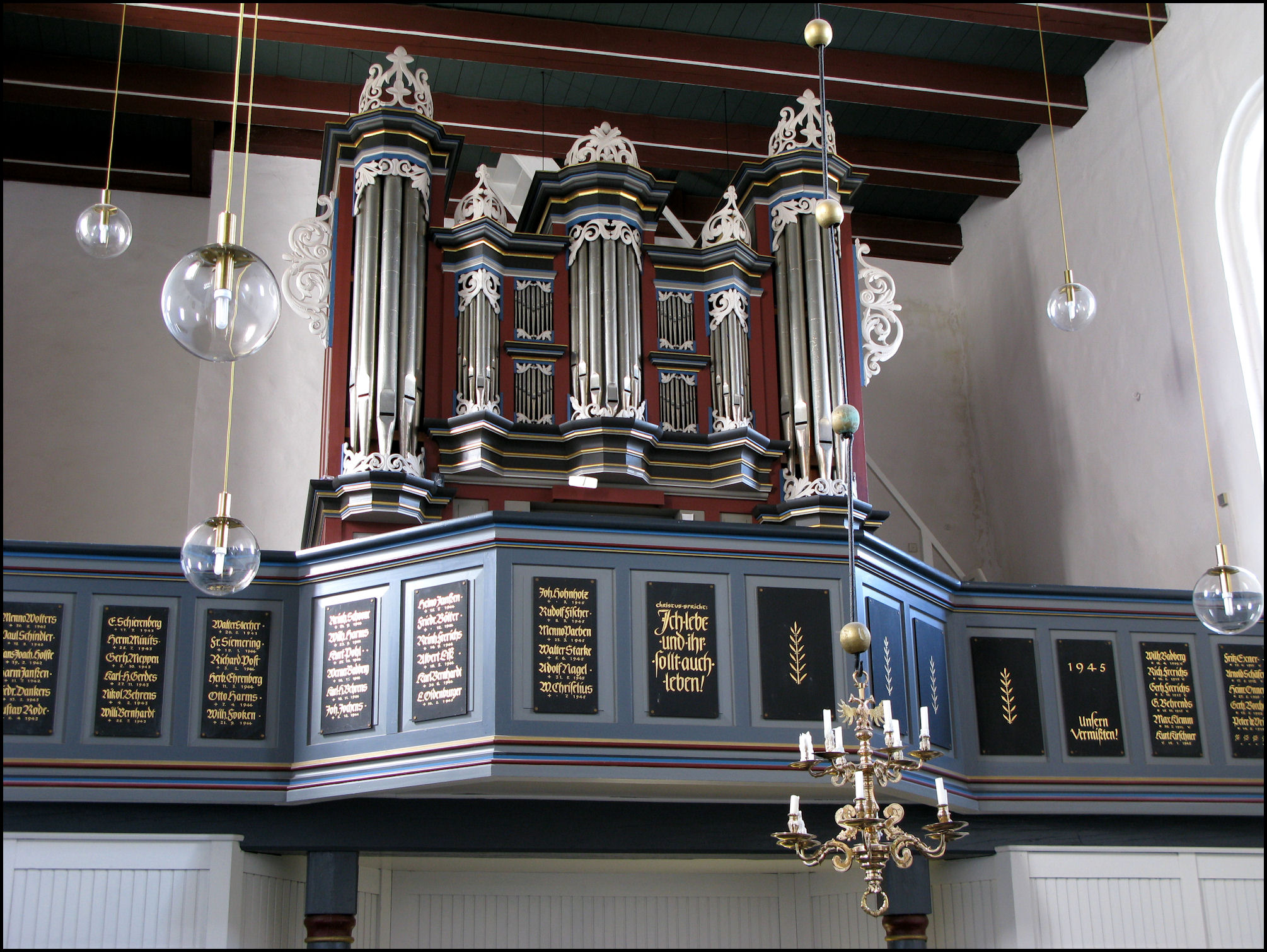
Orgel in deze kerk